# Unión de Rugby del Uruguay
Die Unión de Rugby del Uruguay (URU) ist der nationale Sportverband für Rugby Union und Siebener-Rugby in Uruguay. Der im Jahr 1951 gegründete Verband hat seinen Sitz in Montevideo. Seit 1989 vertritt er Uruguay beim Weltverband World Rugby und seit 1988 beim Kontinentalverband Sudamérica Rugby.

## Aufgabe
Die Unión de Rugby del Uruguay stellt die Uruguay vertretenden Nationalmannschaften, einschließlich der für die Männer, Frauen und Jugend, zusammen. Uruguay A bildet die zweite Mannschaft Uruguays und nimmt seit 2016 an der World Rugby Americas Pacific Challenge teil. Daneben organisiert der Verband das Kinder- und Jugend-Rugby in Uruguay. Kinder und Jugendliche werden bereits in der Schule an den Rugbysport herangeführt und je nach Interesse und Talent beginnt dann die Ausbildung. Wie andere Rugbynationen verfügt Uruguay über eine U-20-Nationalmannschaft, die an den entsprechenden Weltmeisterschaften teilnimmt. Ebenso ist die Unión de Rugby del Uruguay verantwortlich für die uruguayische Siebener-Rugby-Nationalmannschaft und da Siebener-Rugby eine olympische Sportart ist, arbeitet sie hier mit dem Comité Olímpico Uruguayo zusammen.
Der Verband organisiert auch den nationalen Spielbetrieb. Die höchste Rugby-Union-Liga des Landes ist die seit 1950 bestehende Campeonato Uruguayo de Rugby mit elf Mannschaften, die meisten aus der Hauptstadt Montevideo. Einst kamen die meisten Spieler der Nationalmannschaft aus dieser Liga und waren Amateure. Seit 2020 gehören sie jedoch überwiegend dem Team Peñarol an, das an der Profiliga Super Rugby Americas teilnimmt. Diese umfasst auch Teams aus Argentinien, Brasilien, Chile, Paraguay und den Vereinigten Staaten. Weitere Spieler sind vor allem in Frankreich oder in der nordamerikanischen Major League Rugby als Profisportler tätig.

## Geschichte
Die Unión de Rugby del Uruguay de Rugby wurde 1951 gegründet und ist seit 1989 Vollmitglied des International Rugby Football Board (IRFB, heute World Rugby). Die URU war außerdem im Jahr 1988 Gründungsmitglied des südamerikanischen Kontinentalverbandes CONSUR (heute Sudamérica Rugby).

## Logo
Das Logo der Unión de Rugby del Uruguay zeigt einen himmelblauen Bronzekiebitz auf schwarzem Grund. Der Spitzname der Nationalmannschaft lautet Los Teros, abgeleitet vom spanischen Namen dieses in Südamerika weit verbreiteten Vogels aus der Familie der Regenpfeifer.